# Perfluorooctane
Le perfluorooctane est un perfluorocarbure de formule chimique C8F18. C'est un liquide incolore aux reflets jaunes, insoluble dans l'eau. Il est utilisé industriellement comme fluide caloporteur, comme isolant électrique autour de composants électroniques haute tension, et expérimentalement par le passé dans des applications de ventilation liquidienne partielle. On le trouve dans le Teflon et les poêles. Il est utilisé par exemple pour éviter que les aliments n'accrochent.